# Bandeira da Gagaúzia

Bandeira étnica (19 de agosto de 1990 - 1992). Proporção 3:5

Bandeira civil (1992-1995). Proporção 1:2

A Bandeira da Gagaúzia (em gagauz: Yerin bayraa, em romeno:  Drapelul Găgăuziei) é o símbolo oficial da entidade territorial-autônoma de Gagauzia da República da Moldávia. A bandeira estatal reflete os seus princípios democráticos, simboliza o passado, o presente e o futuro do povo gagauz, confirma as tradições históricas de igualdade, amizade e solidariedade de todos os cidadãos que vivem na Gagauzia.
A bandeira foi aprovada pela lei local de 31 de outubro de 1995 nº 2-IV/I “Sobre a bandeira da Gagauzia”.

## Descrição
"A bandeira da Gagauzia é uma tela retangular composta por três listras coloridas dispostas horizontalmente na seguinte sequência, de cima para baixo: azul - 60% da largura da bandeira, listras brancas e vermelhas de igual largura de 20% cada.
As estrelas douradas estão dispostas em um triângulo equilátero em um fundo azul. A distância do centro da primeira estrela até a haste é de 30 cm, a distância do centro da mesma estrela até as bordas da faixa azul em largura e a distância dos centros das estrelas em relação umas às outras é de 30 cm. O diâmetro do círculo circunscrito da estrela é de 15 cm. A proporção entre a largura e o comprimento da bandeira é de 1:2".

## História
A primeira bandeira da Gagaúzia foi adotada com a declaração de independência da RSS da Moldávia, com a formação da RSS da Gagaúzia dentro da URSS (o governo da URSS não apoiou a decisão). A bandeira assumiu sua forma moderna em 1995.
A Lei sobre a Bandeira da Gagaúzia permite o uso de uma versão simplificada da bandeira, sem estrelas e listras brancas, para uso não governamental (por exemplo, pessoal e comercial). Somente a bandeira do Estado é válida para uso governamental.